# Jan Eduard van Someren Brand

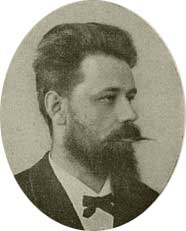
Jan Eduard van Someren Brand (1856-1904)

Jan Eduard van Someren Brand (Amsterdam, 3 september 1856 - aldaar, 12 november 1904) was conservator en het eerste hoofd van het Stedelijk Museum en tevens journalist en letterkundige. 

## Studententijd en carrière als journalist
van Someren Brand studeerde rechten in Leiden en was daar actief in de schutterij, en als schrijver. Bijdragen van zijn hand vindt men in de Amsterdamsche studenten-almanak van 1877-80, alsmede in het studentenmaandblad de Vrije Arbeid (jaarg. 1881 en 82), meestal onder het pseudoniem (waarvan hij ook in latere opstellen en schetsen zich bleef bedienen) Eduard van Tsoe-Meiren. Hij promoveerde in 1885 op een dissertatie over de Rechtspleging binnen de Schutterij. Na zijn promotie vestigde hij zich als advocaat en procureur in Amsterdam. In 1888 verhuisde hij naar Den Haag, waar hij door Mr. Frederik baron van Hogendorp aangenomen was als buitenlandredacteur voor het Dagblad van Zuid-Holland en 's-Gravenhage. Meest bekend is hij echter geworden door zijn feuilletons die hij in 1888-1889 voor die krant schreef. Na een conflict met stapte hij in laatstgenoemd jaar over naar de Java-Bode, waarvoor hij de daaropvolgende vijf jaar bleef schrijven. Ook in Eigen Haard (1889-93), de Haagsche stemmen (1890 en 91), De Residentie-bode (1894-99), Elsevier's Geïllustreerd Maandschrift (1891-1903), de Militaire Gids, de Navorscher etc. verschenen pennevruchten van zijn hand.

## De collectie Suasso, begin van het Stedelijk Museum
In haar testament vermaakte douairière S.A. Lopes Suasso-de Bruijn (1816-1890) een flinke som aan de gemeente Amsterdam met de bepaling dat daarvan een museum gebouwd zou worden, dat onder meer de verzamelingen van haar overleden echtgenoot zou moeten gaan huisvesten. De bouw van dit museum werd in het voorjaar van 1890 gestart. De collectie-Suasso bestond uit uiteenlopende antiquiteiten en curiosa, die zich niet goed leende tot het vormen van een samenhangend museum.
Toen het museum in mei 1895 opende, onder de naam Stedelijk Museum, viel de keuze tot conservator op Van Someren Brand.

## Brands inrichting van het Stedelijk
De in die tijd gebruikelijke wijze van tentoonstellen door voorwerpen netjes naast elkaar te schikken kwam hem ouderwets over, en met graagte nam hij dus het reeds door de Amsterdamse stadsarchivaris De Roever geopperde en door P. van Eeghen, Lid van de Commissie van Toezicht, bevorderde denkbeeld over om in de verschillende zalen het leven van vroegere tijden te reconstrueren. Wanneer een huis afgebroken werd, dat aan plafonds of betimmeringen kunstschatten bevatte, dan was hij op zijn post, om van de afbraak te redden wat te redden viel. Zijn praktische zin en zijn lust tot knutselen kwam goed te pas om op die wijze de lege zalen van het Stedelijk Museum, die beschikbaar gehouden waren voor de Sophia-Augusta-stichting, te herscheppen in oude woonvertrekken. Hij was daarbij alles, architect, aannemer, behanger, stoffeerder, timmerman, schrijnwerker. Niets liet hij over aan mannen van het vak. Alles bedisselde hij zelf met de werklieden die in zijn dienst stonden. Zeker zal hij hierbij nu en dan tegen de regelen der door hem zo verafschuwde wetenschap gezondigd hebben.

## Commissie voor den Atlas van Amsterdam
Sedert hij weer te Amsterdam woonde, maakte hij ook deel uit van de Commissie voor den Atlas van Amsterdam, toebehorende aan het Koninklijk Oudheidkundig Genootschap, en dat zijn werk in deze wel gewaardeerd werd, bleek, toen hij in 1902 benoemd werd de door het aftreden van den heer Schöffer opengevallen plaats van Conservator in het bestuur van dat Genootschap in te nemen.

## Overige werkzaamheden
Postuum verscheen in 1906 De Groote Cultures der wereld. Haar geschiedenis, teelt en nuttige toepassing. Dit boek werd onder zijn leiding geschreven, hij verzorgde de inleiding en schreef het deel over de rijstcultuur.

## Privéleven
Van Someren Brand is tweemaal getrouwd; in 1895 met Maria Zoethout, die twee jaar later overleed; hij trouwde vervolgens in 1899 met een zuster van haar, Barendina Pieternella Zoethout, die hem overleefde. Hij stierf zelf op 48- jarige leeftijd. 